# Ctenomys andersoni
Ctenomys andersoni és una espècie de mamífer rosegador de la família dels ctenòmids. És endèmic del departament de Santa Cruz (Bolívia). Té una llargada total de 271 mm, la cua de 73 mm i un pes de 292 g. El seu pelatge dorsal és marró, mentre que el ventral és molt més clar. L'espècie fou anomenada en honor del biòleg estatunidenc Sydney Anderson.